# Picus vaillantii

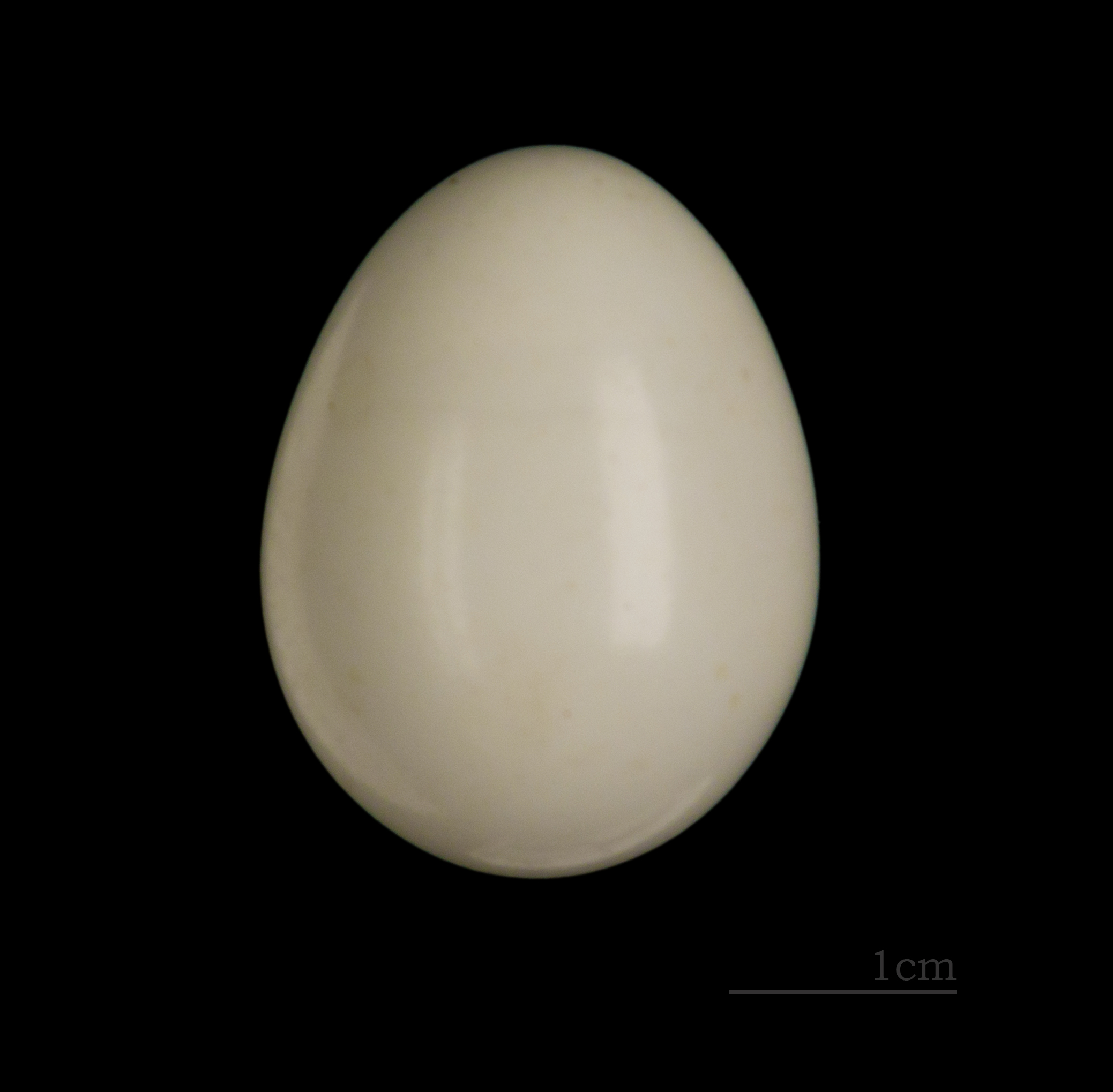
Huevo de Picus vaillantii MHNT

El pito real bereber  (Picus vaillantii) es una especie de ave piciforme de la familia Picidae de pájaros carpinteros. 
Su nombre binomial hace referencia al explorador y ornitólogo francés, François Le Vaillant.

## Distribución
Es un reproductor residente en Marruecos, Argelia y Túnez en el noroeste de África. 
Se reproduce en los bosques de las montañas hasta los 2000 m de altura. Su nido es un hueco en un árbol, y la puesta consiste de 4 a 8 huevos blancos brillantes depositados sobre trocitos de madera.

## Descripción
Mide de 30 a 33 cm de largo y su envergadura de alas es de 45 a 51 cm. Es muy similar al pito real, especialmente las hembras de la variedad Iberia P. v.sharpei.
Su parte dorsal es verde y las zonas inferiores son amarillas verdosas, con una nuca carmesí. El bigote negro posee un borde claro en su parte superior. Su grupa es de un amarillo ocre y los bordes exteriores de las plumas primarias poseen rayitas blancas y negras. Su pico y patas son grises.
Ambos sexos son similares excepto que el macho tiene una corona carmesí, mientras que la de la hembra es gris. Al igual que .P. v. sharpei, ambos sexos no poseen el tono negro en el lorum y alrededor del ojo que se observa en casi todas las formas del Pito real.
Captura los insectos de los que se alimenta mediante una rápida proyección de su larga lengua, quedando el insecto adherido a su pegajosa saliva. A pesar de ser un ave pesada y grande, su vuelo es grácil. Su llamado es una fuerte risotada, plue, plue, plue, muy parecida al del pájaro carpintero verde, aunque algo más rápida.